# اتود هاوس
اتود هاوس (انگلیسی: Etude House) شرکت لوازم آرایشی کره‌ای است، که در سال ۱۹۶۶ تأسیس شد.